# Peter Coleman
William Peter Coleman (Caufield, Australia, 15 de diciembre de 1928-Elisabeth Bay, Australia, 31 de marzo de 2019) fue un escritor y político australiano.
Periodista ampliamente publicado durante más de 60 años, fue editor de The Bulletin (1964–1967) y de Quadrant durante 20 años, y publicó 16 libros sobre temas políticos, biográficos y culturales. Mientras trabajaba como editor y periodista, tuvo una carrera política corta pero distinguida como miembro de la Asamblea Legislativa de Nueva Gales del Sur de 1968 a 1978 para el Partido Liberal, sirviendo como Ministro en el Gabinete del Estado y en el último año como Líder de la oposición de Nueva Gales del Sur. De 1981 a 1986 fue miembro de Wentworth en la Cámara de Representantes de Australia.

## Primeros años
Coleman nació en Melbourne, hijo de Stanley Charles Coleman, un agente de publicidad, y Norma Victoria Tiernan. Al mudarse a Sídney, se educó en North Sídney Boys High School y en la Universidad de Sídney con los filósofos John Anderson y John Passmore. Los compañeros estudiantes incluyeron a los filósofos David Armstrong y David Stove. Coleman luego viajó al Reino Unido para estudiar filosofía política en la London School of Economics con Michael Oakeshott, completando una tesis sobre el filósofo francés Georges Sorel. Se graduó como Maestro en Ciencias (Economía) en 1952. El 5 de abril de 1952 se casó con la escritora y bibliotecaria Verna Scott. Juntos tuvieron dos hijas, Tanya, que se convirtió en abogada y más tarde esposa del Diputado Liberal Líder Peter Costello; Ursula, escritora infantil; y un hijo William, que es economista.
Después de enseñar inglés durante un año en Sudán, Coleman regresó a Australia para emprender una carrera como periodista. En 1958 se convirtió en editor asociado de The Observer, una revista quincenal fundada en 1958 y publicada por Australian Consolidated Press. Otros miembros del personal incluyen al editor Donald Horne y al editor financiero Michael Baume. En 1961 fue absorbido por la legendaria pero enferma revista política y literaria The Bulletin, y Coleman se convirtió posteriormente en editor de The Bulletin entre 1964 y 1967. En estos años, publicó sus primeros libros Australian Civilization, un simposio que reunió a escritores y críticos que iban desde Manning Clark y Max Harris hasta James McAuley y Vincent Buckley; Obscenity Blasphemy Sedition, un estudio de los primeros 100 años de censura en Australia; la antología el libro de boletines; y Dibujos animados de historia australiana, con el dibujante Les Tanner. Cuando Coleman renunció a The Bulletin en 1967, se convirtió en editor de la revista Quadrant, una posición que ocupó durante veinte años.

## Vida política
En 1968, Coleman fue elegido miembro liberal de Fuller, un escaño marginal en North Ryde, Gladesville y Hunter's Hill, en la Asamblea Legislativa de Nueva Gales del Sur, derrotando al miembro laborista Frank Downing. Originalmente sirviendo en el backbench, Coleman ganó experiencia a través de su nombramiento como miembro del Consejo Australiano de las Artes de 1968 a 1973, consejero del Instituto Nacional de Arte Dramático de 1970 a 1985, y como Presidente del Consejo Interino de Escuela Nacional de Cine y Televisión de 1971 a 1973. En 1974, Coleman se convirtió en el presidente del Comité Selecto para el nombramiento de jueces del Tribunal Superior, que examinó diferentes métodos de nombramiento judicial antes del referéndum federal de 1977.
Coleman fue luego promovido, de nuevo en junio de 1975, como Secretario Parlamentario del primer ministro Tom Lewis, en cuyo cargo solo cumplió cinco meses hasta su ascenso al Gabinete. Fue nombrado Ministro de la Corona en octubre de 1975 como tesorero adjunto y ministro de Ingresos. Cuando Eric Willis fue nombrado primer ministro, Coleman fue designado para el cargo de secretario general en enero de 1976. Sirvió en el Gabinete hasta la derrota del gobierno de Willis en las elecciones de mayo de 1976, en las que mantuvo su escaño con un margen ligeramente mayor del 52%.
En oposición con Eric Willis, Coleman se desempeñó como Ministro de la sombra para la Justicia y los Servicios. El 15 de diciembre de 1977, cuatro diputados del partido declararon que se opondrían a Willis en una votación de liderazgo al día siguiente. El 16 de diciembre de 1977, Willis renunció y Coleman fue elegido como líder por el partido. En las elecciones de 1978, Coleman y la Coalición hicieron campaña en una plataforma basada en el espectro del " Whitlamismo " e intentaron socavar el fuerte liderazgo central de Wran. Esto no tuvo eco en los votantes, y la elección, que más tarde se denominó "Wranslide", vio una derrota masiva para la Coalición de la Oposición. El propio Coleman perdió su asiento de Fuller ante el concejal del Consejo Municipal de Hunter's Hill, Rodney Cavalier, un resultado que algunos habían anticipado.
En septiembre de 1979, Coleman fue nombrado Administrador de la Isla Norfolk. Tras la renuncia de Robert Ellicott, ganó la preselección del Partido Liberal para la sede federal de Wentworth y fue elegido en una elección parcial en abril de 1981. Se retiró del parlamento antes de las elecciones de 1987 y reanudó su carrera literaria. 

## Postpolitica
Al abandonar la política, Coleman retomó su carrera como escritor de tiempo completo, publicando ampliamente tanto periodismo como libros, incluida una historia importante de los intelectuales y la Guerra Fría, La conspiración liberal. El Congreso por la Libertad Cultural y la Lucha por la Mente de la Europa de la posguerra y los trabajos biográficos sobre el poeta australiano James McAuley, el cómico Barry Humphries, el director de cine Bruce Beresford y el economista Heinz Arndt. También publicó una selección de poesía, un libro de cocina y una colección de sus ensayos de Quadrant, The Last Intellectuals. En 2008, Coleman ayudó a su yerno, Peter Costello, a escribir y editar su relato de su carrera: Las memorias de Costello: La era de la prosperidad.
Durante este período también grabó entrevistas, realizadas por la Biblioteca Nacional de Australia como parte del proyecto de historia oral, con destacadas figuras australianas en periodismo, arte, derecho, economía, filosofía y política, entre ellas Hugh Atkinson, Garfield Barwick, Bruce Beresford, Jim Carlton, Madge Eddy, Charles Higham, Kenneth Jacobs, Eugene Kamenka, Michael Kirby, Kenneth Minogue, Barry Oakley, Desmond O'Grady, Clyde Packer, John Passmore, Peter Porter, Adrian Rawlins y Amy Witting. Fue colaborador habitual de la edición australiana de The Spectator con una columna semanal titulada "Australian Notes" desde 2009 y también contribuyó a los programas The Australian y ABC. 

## Honores
En 2001 Coleman fue galardonado con la Medalla del Centenario. En 2008, fue admitido al título de doctor en Letras (honoris causa) en la Universidad de Sídney por sus servicios a la vida intelectual australiana. El 8 de junio de 2015 fue nombrado Oficial de la Orden de Australia (AO) por su servicio distinguido a la industria de los medios impresos como un destacado editor, periodista, biógrafo y autor, a los Parlamentos de Australia y Nueva Gales del Sur, y al comunidad".  

### Libros
- Coleman, Peter (1984). Memoirs of a Slow Learner. Pymble: Angus and Robertson. ISBN 0-207-18248-5. Publicado de nuevo (2015) Connor Court Publishing Ballarat ISBN 9781925138269
- Coleman, Peter (1963). Obscenity Blasphemy Sedition: 100 Years of Censorship in Australia. Brisbane: Jacaranda. Publicado de nuevo (2000) por Duffy & Snellgrove, Sydney ISBN 1875989722
- Coleman, Peter; Les Tanner (1967). Cartoons of Australian history. Melbourne: Thomas Nelson. ISBN 0-17-005275-3. Coleman, Peter; Les Tanner (1967). Cartoons of Australian history. Melbourne: Thomas Nelson. ISBN 0-17-005275-3. Coleman, Peter; Les Tanner (1967). Cartoons of Australian history. Melbourne: Thomas Nelson. ISBN 0-17-005275-3. Coleman, Peter; Les Tanner (1967). Cartoons of Australian history. Melbourne: Thomas Nelson. ISBN 0-17-005275-3. Republicado (1973) ISBN 0170019675  Edición ampliada (1978) ampliada. ISBN 0170052753
- Coleman, Peter; Wendy Bacon (1975). Censorship. Melbourne: Heinemann. ISBN 0858591375.
- Coleman, Peter (1980). The heart of James McAuley: life and work of the Australian poet. Sydney: Wildcat Press. ISBN 0-908463-05-7. Publicado de nuevo (2006) Connor Court Publishing ISBN 9780975801567
- Coleman, Peter (1989). The Liberal Conspiracy. The Congress for Cultural Freedom and the Struggle for the Mind of Postwar Europe. New York: The Free Press (Macmillan). ISBN 0-02-906481-3. Prefacio
- Coleman, Peter (1990). The Real Barry Humphries. London: Robson. Capítulo Uno  "Un poco de palo"
- Coleman, Peter (1992). Bruce Beresford: Instincts of the Heart. Sydney: Angus & Robertson.
- Coleman, Peter, ed. (1996). Double take : six incorrect essays. Melbourne: Mandarin.
- Coleman, Peter; Selwyn Cornish; Peter Drake (2007). Arndt's Story: the life of an Australian economist. Canberra: Asia Pacific Press. ISBN 9780731538102.
- Coleman, Peter; Peter Costello (2008). The Costello Memoirs. Melbourne: Melbourne University Press. ISBN 0-522-85582-2.
- Coleman, Peter (2010). The Last Intellectuals: Essays on Writers and Politics. Sydney: Quadrant Books.

Libros editados
- Coleman, Peter (1962). Australian Civilization: A Symposium. Melbourne: F.W.Cheshire. Introduction
- Coleman, Peter (1966). The Bulletin Book: A Selection from the 1960s. Melbourne: F.W.Cheshire.
- Coleman, Peter (1970). Vietnam: After the Moratorium. Sydney: H.R.Krygier.
- Coleman, Peter (1982).  Lee Shrubb, Vivian Smith, ed. Quadrant, Twenty five years. St Lucia Queensland: University of Queensland Press. ISBN 0-07-022182-0.
- Coleman, Peter (1996). The Old Boys' Cookbook. Melbourne: William Heinemann.
- Coleman, Peter et al. (2000). A Return to Poetry (Anthology). Sydney: Duffy & Snellgrove.

### Informes oficiales
- Coleman, Peter (1970). Report on visits to foreign film & television schools, January 9 – February 7, 1970. Canberra: Film and Television School (Australia) Interim Council.
- Coleman, Peter, chairman (1976). Report from the Select Committee of the Legislative Assembly upon the appointment of Judges to the High Court of Australia, NSW Parliamentary Paper no. 53 1975. Sydney: NSW Government Printer.

### Ensayos, entrevistas, capítulos, conferencias.
- 'Una entrevista con Peter Coleman' Frank Devine, cuadrante de mayo de 2006
- "Una formación política o No hay caminos a Damasco" (Cheshire 1963) en la política australiana. Un tercer lector editado por Henry Mayer y Helen Nelson.
- 'Ballade of Lost Phrases: James McAuley' de The Last Intellectuals: Essays on Writers and Politics, Quadrant Books, 2010.
- ¿Conservador sin causa? Andrew Norton habla con Peter Coleman. Política de otoño de 1995.
- 'De Fellow Travelling to Political Correctness' Corrección política en Sudáfrica editada por Rainer Erkens y John Kane-Berman. Instituto Sudafricano de Relaciones Raciales, 2000.
- 'Cómo escribí' The Liberal Conspiracy 'de The Last Intellectuals: Essays on Writers and Politics, Quadrant Books, 2010.
- "Pensé en Arquímedes" de The Last Intellectuals: Ensayos sobre escritores y política, Quadrant Books, 2010.
- 'Leaves from the Diary of a Madman' en Confessions and Memoirs, editado por Michael Wilding y David Myers. Central Queensland University Press, 2006.
- 'Dibujantes políticos', 'Corrección política', 'Periodistas políticos'
- The Oxford Companion to Australian Politics editado por Brian Galligan y Winsome Roberts, Oxford University Press, 2007.
- Prefacio a Cricket versus Republicanism y otros ensayos (1995) Quakers Hill Press, 1995.
- Prefacio y 'La historia de Santamaria' El libro de boletines. Una selección de la década de 1960 Angus y Robertson, 1963.
- Conferencia "El Patron State" Bert Kelly, 1995.
- 'The Phoney Debate' de Australia y la monarquía: un simposio, editado por Geoffrey Dutton, Sun Books, Melbourne, 1966.
- 'La música triste y noble de Michael Oakeshott' de The Last Intellectuals: Ensayos sobre escritores y política, Quadrant Books, 2010.
- 'Los sospechosos de siempre. Cuadrante en 50 'Martin Krygier. El mes de diciembre de 2006.

### Estudios críticos y revisiones de la obra de Coleman.
- Martyr, Philippa (May 1996). «Civilised disagreement». Quadrant 40 (5): 80-81. Martyr, Philippa (May 1996). «Civilised disagreement». Quadrant 40 (5): 80-81. Martyr, Philippa (May 1996). «Civilised disagreement». Quadrant 40 (5): 80-81. Revisión de la doble toma.